# Naomi Feinbrun
Naomi Feinbrun-Dothan, född 17 april 1900 i Moskva, Ryssland, död 8 mars 1995 i Jerusalem, Israel, var en israelisk botaniker.
Auktorsnamnet Feinbrun kan användas för Naomi Feinbrun i samband med ett vetenskapligt namn inom botaniken; se Wikipediaartiklar som länkar till auktorsnamnet.